# FAST Multimedia
Die ehemalige Firma FAST Multimedia mit Sitz München war ein ab den Neunzigern bekannter Hersteller von Grafikkarten, Video-Framegrabbern und Video-Bearbeitungs-Software. Gegründet 1985 durch Matthias Zahn und Peter Schikora als „Fast Electronic GmbH“ und wurde zuerst als Hersteller des Kopierschutz-Dongles „Hardlock“ bekannt. Sie firmierte zeitweise als AG (2001–2023) und ist heute in der Firma Pinnacle Systems aufgegangen.

## Produkte
- Hardware
  - PC-Grafikkarten
    - 102817, ISA-Bus, Philips Chipsatz

  - PC-Capture-Karten
    - AV Master, PCI-Bus, „Audio/Video Capture PC Card“
    - FPS 60, PCI-Bus, Philips-Chipsatz

  - PC - Kombinierte Grafik- & Capture-Karten
    - Screen Machine, 1990
    - Movie Machine, 1992, ISA-Bus
    - Movie Machine II, ISA-Bus, aufsteckbare Tochterkarten

  - Sonstige
    - AVDV PCB, stand-alone/piggy-back, Halbleiter: Altera, Analog Devices, FAST-Eigenentwicklung

- Software
  - (t.b.d.)

## Referenzen
- https://www.northdata.de/FAST+Multimedia+AG,+M%C3%BCnchen/HRB+107348 - Notizen zu Handelsregister-Einträgen und Jahresabschlüsse für die „AG“-Zeit.
- https://www.golem.de/0109/15860.html - Pinnacle kauft Video-Software-Geschäft von Fast Multimedia, Kaufpreis liegt bei 15 Millionen US-Dollar, 14. Sept. 2001
- https://www.film-tv-video.de/business/2000/10/27/firmenjubilaum-bei-fast-multimedia/ - Bericht über die Firmengeschichte 1985–2000